# 토마스노랑박쥐
토마스노랑박쥐(Rhogeessa io)는 애기박쥐과에 속하는 박쥐의 일종이다.

## 분포 및 보존 상태
볼리비아와 브라질, 콜롬비아, 코스타리카, 에콰도르, 프랑스령 기아나, 가이아나, 니카라과, 파나마, 수리남, 트리니다드 토바고 그리고 베네수엘라에서 발견된다. 넓은 분포 지역과 추정되는 큰 개체군 크기, 수많은 보호 지역에서의 서식 그리고 서식지 전환에 대해 어느 정도 내성을 지니고 있으며, 좀더 취약한 목록으로 평가될 정도로 개체군이 감소 추세에 있을 가능성이 적기 때문에 IUCN 적색 목록에서 관심대상종으로 지정하고 있다.

## 습성 및 생태
토마스노랑박쥐는 상록수와 탈락성 숲, 가시 덤불, 개활지, 마을과 같은 여러 서식지에서 서식하지만, 약간 교란된 탈락성 숲을 선호하는 것으로 보인다. 아메리카노랑박쥐속의 다른 종들처럼, 토마스노랑박쥐는 건물과 나무 구멍 속에서 발견되지만 어디에 매달려 서식하는 지 알려져 있지 않다.
어스름에 활동하는 박쥐로 해질녁과 새벽의 한 시간 정도에 활동성이 최고조에 달하며, 넓은 오솔길 또는 길을 따라 지표면에 낮게 비행한다. 식충성 박쥐로 먹이를 위해 날아다니는 작은 곤충을 잡으며, 개체군 가운데 사냥하는 경로를 만든다.
반향 정위 신호의 최대 에너지는 50~60 kHz 정도이다.

## 같이 보기
- 검은날개작은노랑박쥐